# Mount Lugg
Mount Lugg är ett berg i Antarktis. Det ligger i Östantarktis. Australien gör anspråk på området. Toppen på Mount Lugg är 1 782 meter över havet.
Terrängen runt Mount Lugg är huvudsakligen en högslätt. Trakten är obefolkad. Det finns inga samhällen i närheten.